# 異齒鸚鯛
異齒鸚鯛，為輻鰭魚綱鱸形目隆頭魚亞目鸚哥魚科的其中一種，分布於東大西洋區，從葡萄牙至塞內加爾海域，棲息深度20-50公尺，體長可達50分，棲息在水淺的岩石海岸，以藻類為食，可做為食用魚。